# Cupes rohdendorfi
Cupes rohdendorfi is een keversoort uit de familie Cupedidae. De wetenschappelijke naam van de soort is voor het eerst geldig gepubliceerd in 1960 door Iablokoff-Khnzorian.